# Pentidotea wosnesenskii
Pentidotea wosnesenskii je mořský stejnonožec, který žije na mořských řasách na skalnatých pobřežích podél Britské Kolumbie a Washingtonu až po San Francisco v Kalifornii. Často se skrývá pod chaluhou Fucus gardnerii v litorální či sublitorální zóně. Vyskytuje se běžně v hloubce do 16 metrů, ale byl nalezen až v hloubce 919 metrů. Pod názvem Idotea wosnesenskii ho v roce 1851 popsal Johann Friedrich von Brandt a je pojmenován po ruském biologovi Iljovi G. Vozněsenském.

## Popis
Stejnonožec dorůstá délky 35 mm či 40 mm. Má obvykle zelenou barvu. Tělo je dorzoventrálně zploštělé a protáhlé. Příčně je dorzálně klenuté. Skládá se ze tří tělních oddílů (tagmat): hlavohrudi (cephalothorax), hrudi (thorax, pereion či pereon) a zadečku (abdomen či pleon). Hlava vznikla srůstem hlavových článků s prvním hrudním článkem. Hlava je širší než delší, přední okraj je vhloubený. Oči má malé, ledvinovité. Tykadélko je čtyřčlánkové. Tykadlo se skládá z pětičlánkového násadce a 12- až 16článkového bičíku. Makadlo čelistní nohy je pětičlánkové. Pereon je sedmičlánkový, každý pereonit má po jednom páru článkovaných kráčivých noh (pereopodů), které jsou drápkovitě zakončeny. Posterolaterální okraj epimeru posledního pereonitu je špičatý. Pleon shora zcela překrývá uropody, které zespodu víčkovitě zakrývají pět párů pleopodů. Laterální okraje pleonitů jsou úzké a zašpičatělé. Pleotelson je velký, vypuklý a zakulacený, od třetího pleonitu částečně oddělený neúplným švem.
Je především býložravý, požírá řasy, kelpy a mořské trávy.
Samičky mají končetiny méně poseté štětinami. Ve vaku (marsupiu) na spodní straně těla přechovávají vajíčka až do vylíhnutí potomstva. Jedinci s vajíčky se objevují v červenci. Juvenilní jedinci o velikosti 3–4 mm se líhnou na jihovýchodní Aljašce v listopadu.
Je kořistí turpana pestrozobého. Je významným článkem v potravním řetězci.

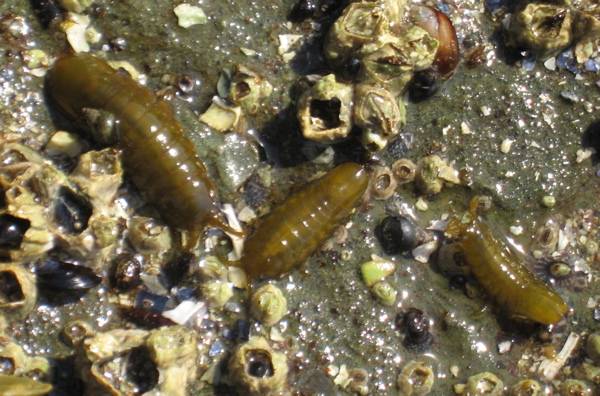
Pentidotea wosnesenskii